# Jüdischer Friedhof Laibach (Dörzbach)

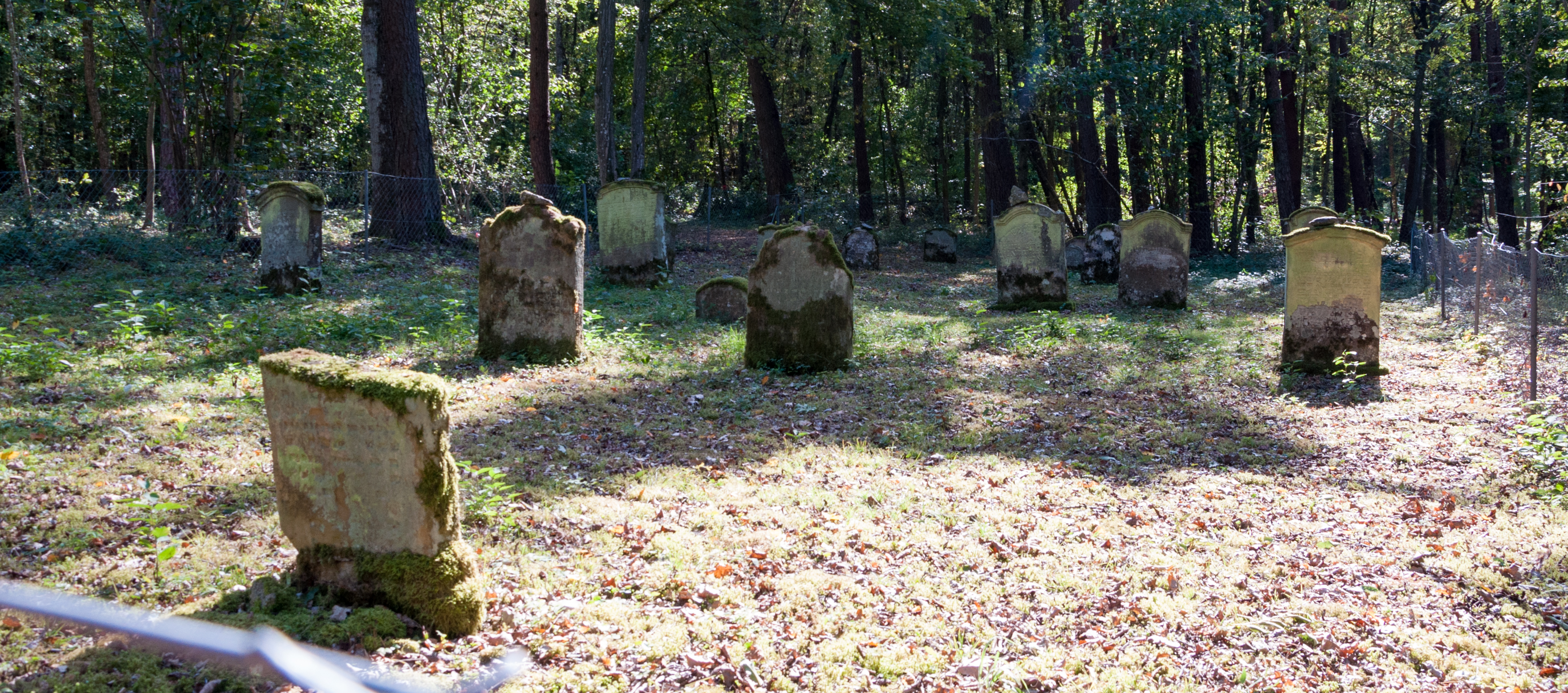
Blick auf den Friedhof von Westen

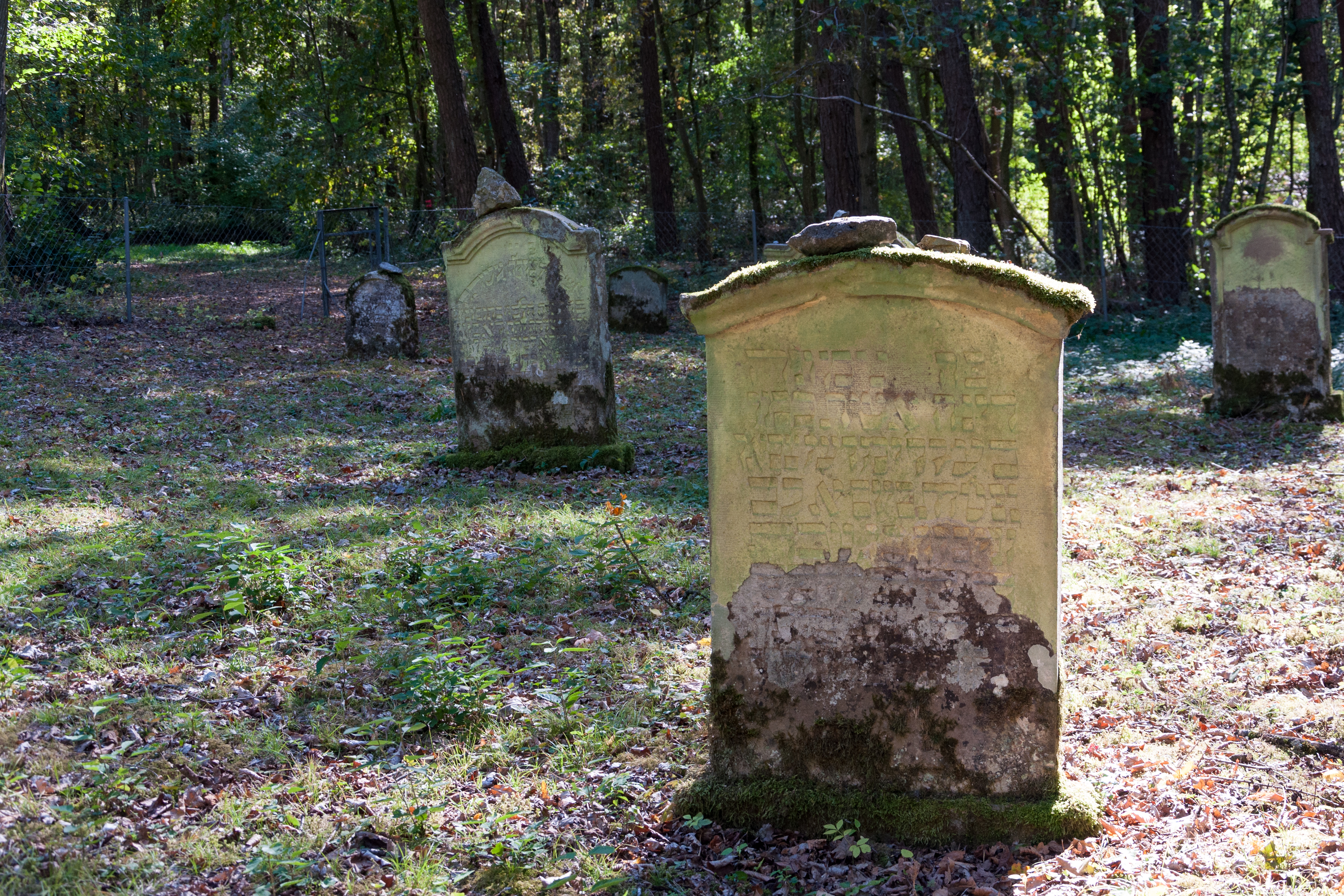
Jüdischer Friedhof Laibach(2015)

Der jüdische Friedhof Laibach ist ein Friedhof bei Laibach, einem Ortsteil der Gemeinde Dörzbach im Hohenlohekreis in Baden-Württemberg.
Der jüdische Friedhof an der Straße in Richtung Rengershausen wurde um 1800 von der jüdischen Gemeinde Laibach angelegt. Zuvor wurden deren Toten auf dem Friedhof in Berlichingen beigesetzt. 19 Grabsteine sind bis heute erhalten.